# Narciso Casanovas
Antonio Francisco Narciso Casanovas Bertrán (Sabadell, 17 de febrero de 1747 - Viña-Vieja, 1 de abril de 1799) fue un compositor, organista, maestro de capilla y monje benedictino español.

## Vida
Casanovas era hijo de tenderos. Su padre, Narcís Casanovas Portell (1719-1750), era una persona considerada en Sabadell, ya que durante años formó parte del consistorio municipal e incluso fue alcalde en varias ocasiones.
Hacia los nueve años ingresó en la escolanía de Montserrat y estudió música bajo el magisterio de Josep Martí, Benet Julià y Benet Valls, que fue su maestro de órgano, instrumento en el que sobresalió como intérprete y fue considerado uno de los mejores de su generación. El 3 de septiembre de 1763, con dieciséis años, ingresó como monje en el monasterio. Allí, los monjes valoraron tanto su capacidad musical como su carácter afable y alegre, que se hacía querer de todos.
En los últimos años de su vida, se dedicó a formar musicalmente a los monaguillos. Casanovas falleció en la Viña-Vieja, una masía que los monjes tenían cerca de Esparreguera, donde se había retirado a reposar por prescripción médica.

## Obra
Musicalmente, sobresalió como organista, como hábil improvisador y como compositor, enmarcado dentro del llamado estilo galante, precursor del Clasicismo. Sobre todo destacó en el órgano, instrumento que fue su preferido durante toda su vida, en el que sobresalió por su capacidad de improvisación y por su facilidad técnica y agilidad de manos, además de la belleza formal y musical de sus composiciones. Los años comprendidos entre 1784 y 1799 fueron el período en el que el compositor escribió la mayor parte de sus obras vocales que se le conocen, obras todas para el servicio litúrgico de Montserrat, con acompañamiento de órgano y/o de orquesta. Su música, tanto puramente instrumental como la vocal, causó admiración en su tiempo, y después de su muerte, tanto por la belleza formal y melódica como por la expresividad y recta dicción del texto latino. Casanovas tuvo muchos discípulos, algunos de los cuales se convirtieron en músicos notables; entre otros podemos destacar a Josep Vinyals i Galí, Jacint Boades y Casanoves, Benet Brell y Cols; Ramon Marsal y Bogunyà, Pau Marsal y Bogunyà; y Josep Marinelo y Guardiola.
La obra musical de Casanovas, editada en buena parte, abarca unas sesenta y cinco obras para tecla, en las que domina el género sonata monotemática, en dos partes; también escribió obra por órgano, como son los pasos y los partidos de mano derecha y de mano izquierda destinada a los aprendices de órgano y clave. La obra coral, recogida casi toda en un volumen manuscrito, ofrece una lista de sesenta y tres obras, destinadas todas a la liturgia oa las celebraciones religiosas de Montserrat, todas con latín. Escribió música vocal en latín, para voces solas, con acompañamiento de órgano y orquesta y muchas obras para tecla. Se le conocen misas, magníficats, responsorios, lamentaciones, antífonas marianas y letanías. Destacan especialmente los 18 Responsorios para el tridduum pascual y los Responsorios de Navidad.
Ésta es una lista de obras clasificadas por instrumentación:

### Obra para teclado
Narciso Casanovas tiene un catálogo de 65 obras para teclado, publicadas en Maestros de la Escolanía de Montserrat (MEM).
| Obra                                                | Tonalidad                   | Lugar de publicación    |
| --------------------------------------------------- | --------------------------- | ----------------------- |
| Cantabile                                           | Re M                        | MEM, XV/19, p. 99-102   |
| Cantabile                                           | Re M                        | MEM, XV/20, p. 103-107  |
| Cantabile                                           | Re m                        | MEM, XV/21, p. 108-111  |
| Cantabile                                           | Do m                        | MEM, XV/22, p. 112-115  |
| Correado                                            | La M                        | MEM, XV/17, p. 89-93    |
| Correado                                            | Re m                        | MEM XV/18, p. 94-98     |
| Fuga                                                | Re M                        | MEM XV/1, p. 1-8        |
| Fuga                                                | Fa M                        | MEM XV/2, p. 9-15       |
| Fugace                                              | Si {\displaystyle \flat } M | MEM XV/14, p. 75-80     |
| Partido de dos tiples                               | Fa M                        | MEM XV/8, p. 47-50      |
| Partido de bajo                                     | Fa M                        | MEM XV/10, p. 54-57     |
| Partido de bajo                                     | Re M                        | MEM XV/11, p. 58-63     |
| Partido de bajo                                     | Re M                        | MEM XV/12, 64-69        |
| Pas                                                 | Sol m                       | MEM XV/3, p. 16-23      |
| Pas                                                 | Do M                        | MEM XV/4, p. 24-30      |
| Paso                                                | Fa M                        | MEM IV/I, p. 139-144    |
| Paso                                                | Re M                        | MEM IV/II, p. 145-155   |
| Paso                                                | Re M                        | MEM IV/III, p. 156-163  |
| Paso                                                | La m                        | MEM IV/IV, p. 164-174   |
| Paso                                                | Do M                        | MEM IV/V, p. 175-180    |
| Paso                                                | La m                        | MEM IV/VI, p. 181-187   |
| Paso                                                | Re m                        | MEM IV/VII, p. 188-189  |
| Paso                                                | Re m                        | MEM IV/VIII, p. 190-193 |
| Paso                                                | Fa M                        | MEM IV/IX, p. 194-198   |
| Paso                                                | Fa M                        | MEM IV/X, p. 199-202    |
| Paso                                                | Re m                        | MEM IV/XI, p. 203-204   |
| Paso                                                | Re m                        | MEM IV/XII, p. 205-207  |
| Paso                                                | Re m                        | MEM IV/XIII, p. 208-211 |
| Paso                                                | Mode de Re                  | MEM IV/XIV, p. 212-215  |
| Paso                                                | Fa M                        | MEM IV/XV, p. 216-221   |
| Paso sobre Regina Coeli                             | Fa M                        | MEM XV/5, p. 31-34      |
| Paso sobre Ave maris stella                         | Re m                        | MEM XV/6, p. 35-40      |
| Paso sobre Salve Regina                             | Re m                        | MEM XV/7, p. 41-46      |
| Rondó                                               | Do M                        | MEM XV/15, p. 81-83     |
| Rondó                                               | Fa M                        | MEM XV/16, p. 84-88     |
| Rondó                                               | Sol M                       | MEM IV, p. 257-263      |
| Sonata                                              | La M                        | MEM IV/I, p. 222-226    |
| Sonata                                              | LA M                        | MEM IV/II, p. 227-230   |
| Sonata                                              | Do M                        | MEM IV/III, p. 231-235  |
| Sonata                                              | Fa M                        | MEM IV/IV, p. 236-238   |
| Sonata                                              | Fa M                        | MEM IV/V, p. 239-242    |
| Sonata                                              | Fa M                        | MEM IV/VI, p. 243-246   |
| Sonata Cantabile                                    | Re M                        | MEM IV/VII, p. 247-250  |
| Sonata                                              | Si {\displaystyle \flat } M | MEM IV/VIII, p. 251-256 |
| Sonata                                              | Do M                        | MEM XV/32 p. 167-176    |
| Sonata                                              | Re M                        | MEM XV/33, p. 177-182   |
| Sonata                                              | Re M                        | MEM XV/34, p. 183-187   |
| Sonata                                              | Re M                        | MEM XV/35, p. 188-192   |
| Sonata                                              | Do M                        | MEM XV/36, p. 193-196   |
| Sonata                                              | Do M                        | MEM XV/37, p. 197-202   |
| Sonata                                              | Si {\displaystyle \flat } M | MEM XV/38, p. 203-207   |
| Sonata                                              | Do m                        | MEM XV/39, p. 208-211   |
| Sonata sobre el Sacris                              | Re M                        | MEM XV/23, p. 116-122   |
| Sonata sobre el Pange lingua                        | Do M                        | MEM XV/24, p. 123-126   |
| Sonata sobre el Pange lingua                        | Re M                        | MEM XV/25, p. 127-130   |
| Sonata de clarines                                  | Re M                        | MEM XV/26, p. 131-141   |
| Sonata de clarines                                  | Re M                        | MEM XV/27, p. 142-149   |
| Sonata de clarines                                  | Re M                        | MEM XV/28, p. 150-153   |
| Sonata de clarines                                  | Re M                        | MEM XV/29, p. 154-156   |
| Sonata de corneta y clarines                        | Re m                        | MEM XV/30, p. 157-161   |
| Sonata de clarines                                  | Re m                        | MEM XV/31, p. 162-166   |
| Versos per a les completes, octavo tono, punto alto | -                           | MEM XV/40, 212-221      |
| Versos para la tercia, quinto tono                  | -                           | MEM XV/41, p. 222-227   |

### Obra vocal
La obra vocal todavía no está completamente editada, sin embargo aquí se reproducen las obras publicadas en los volúmenes XI y XII de la colección Mestres de l'Escolania de Montserrat.  Las 18 primeras obras, correspondientes a los responsorios de Semana Santa, no están publicados en estos volúmenes y por tanto se incluye el número de página de la edición práctica (EP). Se conservan 63 obras vocales publicadas de Casanovas:
| Obra                                       | Veus i instrumentació                              | Lloc de publicació  |
| ------------------------------------------ | -------------------------------------------------- | ------------------- |
| Amicus meus                                | 4 voces y acompañamiento                           | EP, p. 1-6          |
| Iudas mercator pessimus                    | 4 voces y acompañamiento                           | EP, p. 7-11         |
| Unus ex discipulis meis                    | 4 voces y acompañamiento                           | EP, p. 13-16        |
| Eram quasi agnus                           | 4 voces y acompañamiento                           | EP, p. 17-22        |
| Una hora                                   | 4 voces y acompañamiento                           | EP, p. 23-28        |
| Seniores populi                            | 4 voces y acompañamiento                           | EP, p. 29-34        |
| Tamquam ad latronem                        | 4 voces y acompañamiento                           | EP, p. 35-42        |
| Tenebrae factae sunt                       | 4 voces y acompañamiento                           | EP, p. 43-50        |
| Animam mena dilectam                       | 4 voces y acompañamiento                           | EP, p. 51-58        |
| Tradiderunt                                | 4 voces y acompañamiento                           | EP, p. 59-65        |
| Iesum tradidit                             | 4 voces y acompañamiento                           | EP, p. 67-72        |
| Caligaverunt                               | 4 voces y acompañamiento                           | EP, p. 73-78        |
| Recessit pastor noster                     | 4 voces y acompañamiento                           | EP, p. 79-86        |
| O, vos omnes                               | 4 voces y acompañamiento                           | EP, p. 87-91        |
| Ecce quomodo moritur iustus                | 4 voces y acompañamiento                           | EP, p. 93-100       |
| Astiterunt reges terrae                    | 4 voces y acompañamiento                           | EP, p. 101-106      |
| Aestimatus sum                             | 4 voces y acompañamiento                           | EP, p. 107-110      |
| Sepulto Domino                             | 4 voces y acompañamiento                           | EP, p. 111-116      |
| Benedictus Dominus                         | 4 voces y acompañamiento                           | -                   |
| Dixit Dominus                              | 7 voces y acompañamiento                           | MEM XII, p. 1-6     |
| Confitebor                                 | 7 voces y acompañamiento                           | MEM XII, p. 6-11    |
| Beatus vir                                 | 7 voces y acompañamiento                           | MEM XII, p. 12-19   |
| Laudate pueri                              | 7 voces y acompañamiento                           | MEM XII, p. 20-24   |
| Magnificat                                 | 7 voces y acompañamiento                           | MEM XII, p. 25-30   |
| Laetatus sum                               | 7 voces y acompañamiento                           | MEM XII, p. 31-35   |
| Nisi Dominus                               | 7 voces y acompañamiento                           | MEM XII, p. 36-40   |
| Laudate pueri                              | 2 voces (triple y contralto) y acompañamiento      | MEM XII, p. 41-51   |
| Beati omnes                                | 3 voces (tiple, contralto y bajo) y acompañamiento | MEM XII, p. 52-60   |
| Laudate pueri                              | 7 voces e instrumentos (violines y trompas)        | MEM XII, p. 61-85   |
| Magnificat                                 | 5 voces (tiple solista y coro) y acompañamiento    | MEM XII, p. 86-95   |
| Magnificat                                 | 5 voces (tiple solista y coro) y acompañamiento    | MEM XII, p. 96-106  |
| Magnificat                                 | 5 voces (bajo solista y coro) y acompañamiento     | MEM XII, p. 107-121 |
| Lletania lauretana                         | 5 voces (tiple solista y coro)                     | MEM XII, p. 122-148 |
| Gloriosae Virginis Mariae                  | 2 voces e instrumentos                             | MEM XI, p. 127-142  |
| Cum iucunditate                            | 3 voces e instrumentos                             | MEM XI, p. 143-156  |
| Corde et animo                             | 3 voces e instrumentos                             | MEM XI, p. 157-173  |
| Descendit de coelis                        | 2 voces e instrumentos                             | MEM XI, p. 36-54    |
| Beata Dei genitrix                         | 2 voces e instrumentos                             | MEM XI, p. 55-62    |
| Angelus ad pastores                        | 3 voces e instrumentos                             | MEM XI, p. 63-73    |
| Ecce Agnus Dei                             | 8 voces y orquestra                                | MEM XI, p. 74-106   |
| Beata viscera                              | 2 voces e instrumentos                             | MEM XI, p. 107-117  |
| In principio                               | 2 voces e instrumentos                             | MEM XI, p. 118-126  |
| Lamentació Et egressus est                 | 3 voces e instrumentos                             | -                   |
| Lamentacio Misericordiae Domini            | 4 voces e instrumentos                             | -                   |
| Regina coeli                               | 4 voces e instrumentos                             | -                   |
| Salve Regina                               | 4 voces e instrumentos                             | -                   |
| Salve Regina                               | 5 voces y acompañamiento                           | -                   |
| Salve Regina                               | 3 voces y acompañamiento                           | -                   |
| Salve Regina                               | 5 voces y acompañamiento                           | -                   |
| Salve Regina                               | 5 voces y acompañamiento                           | -                   |
| Salve Regina                               | 6 voces y acompañamiento                           | -                   |
| Salve Regina                               | 5 voces y acompañamiento                           | -                   |
| Ave Regina coelorum                        | 6 voces y acompañamiento                           | -                   |
| Lauda Sion                                 | 4 y 8 voces y acompañamiento                       | MEM XI, p. 174-195  |
| Laudis thema                               | 2 voces, violón solista y acompañamiento           | MEM XI, p. 196-205  |
| Transiturus                                | 6 voces y acompañamiento                           | MEM XI, p. 206-211  |
| Ego sum                                    | 2 voces y acompañamiento                           | MEM XI, p. 212-217  |
| O, quam suavis                             | 2 voces y acompañamiento                           | MEM XI, p. 218-221  |
| Genitori                                   | 2 voces y acompañamiento                           | MEM XI, p. 222-223  |
| Genitori                                   | 3 voces y acompañamiento                           | MEM XI, p. 224-226  |
| Genitori                                   | 3 voces y acompañamiento                           | MEM XI, p. 227-229  |
| Tantum ergo                                | 4 voces y acompañamiento                           | MEM XI, p. 230-232  |
| Salm invitatori per a la Nativitat i Nadal | 4 y 8 voces y acompañamiento                       | MEM XI, p. 1-35     |
| Missa                                      | 6 voces y acompañamiento                           | -                   |